# Coenagrion adelais
Coenagrion adelais är en trollsländeart som först beskrevs av Antoine François, comte de Fourcroy 1785.  Coenagrion adelais ingår i släktet blå flicksländor, och familjen sommarflicksländor. Inga underarter finns listade i Catalogue of Life.